# The Execution of Mary Stuart
The Execution of Mary Stuart – kilkudziesięciosekundowy amerykański film z 1895 roku przedstawiający egzekucję Marii I Stuart.